# Челва (река)
Челва — река в России, протекает в Добрянском районе Пермского края. Устье реки находится в 22 км по правому берегу Косьвинского залива Камского водохранилища и в 807 км по левому берегу Камы. Длина реки составляет 42 км.
Исток реки близ границы с Александровским районом в 8 км к юго-востоку от посёлка Дзержинец. Река течёт на юго-запад, единственный населённый пункт на реке — село Чёлва в нижнем течении, прочее течение проходит по ненаселённому лесу. Впадает в Косьвинский залив Камского водохранилища западнее села Чёлва. В тот же залив впадает река Косьва. Ширина реки у устья около 18 метров, скорость течения 0,2 м/с.

## Притоки (км от устья)
- 4,3 км: река Пашовка (пр)
- 7,2 км: река Лужковка (пр)
- 16 км: река Путлая (пр)
- река Цаплина (лв)
- река Малая Таболжанка (пр)
- река Ходовая (лв)
- 23 км: река Таболжанка (пр)
- река Ярымовка (лв)
- река Красная (пр)
- река Рыбная (лв)
- река Дальняя Рыбная (лв)
- река Пчелка (лв)

## Данные водного реестра
По данным государственного водного реестра России относится к Камскому бассейновому округу, водохозяйственный участок реки — Кама от города Березники до Камского гидроузла, без реки Косьва (от истока до Широковского гидроузла), Чусовая и Сылва, речной подбассейн реки — бассейны притоков Камы до впадения Белой. Речной бассейн реки — Кама.
По данным геоинформационной системы водохозяйственного районирования территории РФ, подготовленной Федеральным агентством водных ресурсов:
- Код водного объекта в государственном водном реестре — 10010100912111100008977
- Код по гидрологической изученности (ГИ) — 111100897
- Код бассейна — 10.01.01.009
- Номер тома по ГИ — 11
- Выпуск по ГИ — 1